# 전민기
전민기(1980년 6월 12일 ~)는 대한민국의 아나운서다.

## 방송
- 신입사원 (2011) - Top13
- 빅데이터로 보는 세상 (2015~2021)
- 박명수의 라디오쇼 (2015~)
- 고현준의 뉴스브리핑 (2018~)
- 거침없는 녀석들 (2022~)
- 탐나는 TV (2018~)
- 더라이프쇼 (2020~)
- 사상검증구역: 더 커뮤니티 (2024)
- 굿모닝FM 테이입니다 (2023~)